# 迪布羅瓦 (維什尼韋茨市鎮)
49°49′8″N 25°47′38″E / 49.81889°N 25.79389°E

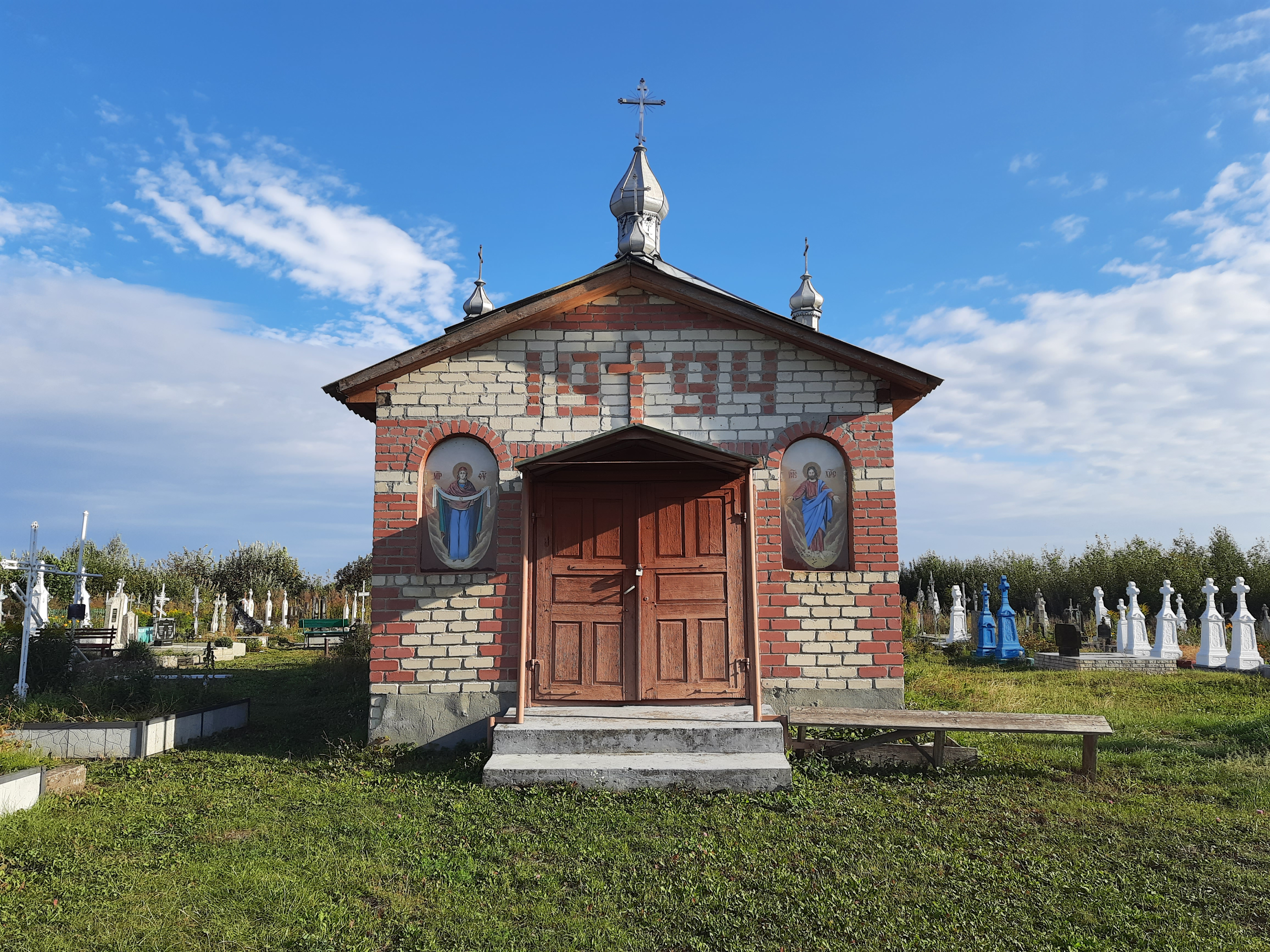
小教堂

迪布羅瓦（烏克蘭語：Діброва），是烏克蘭的村落，位於該國西部捷爾諾波爾州，由克列梅涅茨区维什尼韦茨市镇負責管轄，始建於1840年，面積0.64平方公里，2001年人口221，人口密度每平方公里345.3人。